# Барнстон-Айленд 3
Барнстон-Айленд 3 (англ. Barnston Island 3) — індіанська резервація в Канаді, у провінції Британська Колумбія, у межах регіонального округу Метро-Ванкувер.

## Населення
За даними перепису 2016 року, індіанська резервація нараховувала 49 осіб, показавши зростання на 4,3%, порівняно з 2011-м роком. Середня густина населення становила 84 осіб/км².

## Клімат
Середня річна температура становить 10,2°C, середня максимальна – 21,2°C, а середня мінімальна – -2,1°C. Середня річна кількість опадів – 1 842 мм.
| Клімат поселення                              | Клімат поселення | Клімат поселення | Клімат поселення | Клімат поселення | Клімат поселення | Клімат поселення | Клімат поселення | Клімат поселення | Клімат поселення | Клімат поселення | Клімат поселення | Клімат поселення | Клімат поселення |
| Показник                                      | Січ.             | Лют.             | Бер.             | Квіт.            | Трав.            | Черв.            | Лип.             | Серп.            | Вер.             | Жовт.            | Лист.            | Груд.            |                  |
| Середній максимум, °C                         | 7,64             | 9,53             | 11,80            | 14,34            | 17,58            | 20,25            | 20,83            | 21,20            | 18,39            | 13,60            | 9,38             | 6,26             |                  |
| Середня температура, °C                       | 2,77             | 4,67             | 6,90             | 9,47             | 12,69            | 15,39            | 17,60            | 17,92            | 15,13            | 10,39            | 6,15             | 3,00             |                  |
| Середній мінімум, °C                          | −2,12            | −0,22            | 2,03             | 4,57             | 7,81             | 10,49            | 14,36            | 14,70            | 11,89            | 7,15             | 2,90             | −0,25            |                  |
| Норма опадів, мм                              | 255              | 170              | 162              | 144              | 117              | 92               | 62               | 60               | 84               | 184              | 287              | 225              |                  |
| Середньомісячна швидкість вітру, м/с          | 3.19             | 3.08             | 3.19             | 3.00             | 2.89             | 2.90             | 2.80             | 2.59             | 2.34             | 2.57             | 3.17             | 3.27             |                  |
| Середньомісячна сонячна радіація, кДж/м²·день | 3123             | 6072             | 9835             | 14842            | 18465            | 19858            | 21218            | 18262            | 13084            | 7024             | 3526             | 2430             |                  |
| --------------------------------------------- | ---------------- | ---------------- | ---------------- | ---------------- | ---------------- | ---------------- | ---------------- | ---------------- | ---------------- | ---------------- | ---------------- | ---------------- | ---------------- |
| Джерело:                                      |                  |                  |                  |                  |                  |                  |                  |                  |                  |                  |                  |                  |                  |